# Simboli del Piemonte
I simboli del Piemonte sono lo stemma, il gonfalone, l'inno, il sigillo, la bandiera e la fascia, attualmente disciplinati dalla legge regionale n. 15/2004.

## Stemma

Stemma della Regione Piemonte

Lo stemma della Regione Piemonte ha forma quadrata, con croce d'argento in campo rosso spezzata da lambello azzurro a tre gocce. Di fatto è stato ripreso l'antico stemma che nel 1424 Amedeo VIII, primo duca di Savoia, stabilì per il Principe di Piemonte, titolo spettante all'erede del casato, apponendo il lambello (la più nobile delle brisure e spesso utilizzata quale segno di primogenitura) in capo allo stemma sabaudo.
È stato adottato dall'art. 1, co. 1, lett. b), della legge regionale n. 4/1984.

## Gonfalone

Gonfalone della Regione Piemonte

Il gonfalone si presenta interzato in palo: nel primo di rosso, nel secondo di blu, nel terzo d'arancione (sono i colori della Repubblica di Alba, proclamata il 25 aprile 1796) sul tutto lo stemma del Piemonte. È stato adottato dall'art. 1, co. 1, lett. a), della legge regionale n. 4/1984.

Bandiera della Repubblica di Alba

La bandiera della Repubblica di Alba venne disegnata da Giovanni Antonio Ranza, il rosso ed il blu rappresentano la Francia, come anche i colori della bandiera ducale sabauda una volta tolta la croce bianca di San Giovanni; l'arancione ricorda l'arancia che era, presso la Repubblica Francese, simbolo di democrazia, ma è a sua volta un rimando al patrono del Piemonte San Giovanni, in quanto l'arancione è il colore del fiore nazionale piemontese, il giglio rosso che sboccia a Giugno, quando ricorre San Giovanni Battista. Aneddoticamente si è speculato che il colore orange sia stato scelto da Ranza per l'assonanza tra il nome del colore ed il suo stesso cognome. In realtà il cognome piemontese Ranza viene dalla parola piemontese ranza /'rɑŋza/ che indica la falce fienaia, ed il colore è indicato in piemontese con un'altra parola, grosòn /gru'zɔŋ/, che deriva dal francese "gros-jaune".

## Inno
Concretizzando una proposta emersa nel dibattito politico fin dal 1983, ai sensi dell'art. 3-bis della l.r. 15/2004, introdotto dall'art. 39, co. 3, della legge regionale n. 10/2024, l'inno regionale è riconosciuto con legge della Regione. Tuttavia, nelle more dell'approvazione della legge di riconoscimento, l'art. 41, co. 2, della l.r. 10/2024 autorizza l'ufficio di presidenza del Consiglio regionale, previa consultazione dei capigruppo, a individuare il testo e la musica dell'inno.
Il 28 marzo 2024, in sede di prima applicazione, l'ufficio di presidenza ha approvato all'unanimità la delibera n. 81/2004 che adotta il brano Ël Drapò a deuv vive (con testo di Camillo Brero e musica di Fulvio Creux) quale inno ufficiale del Piemonte e ne definisce altresì le modalità d'esecuzione, accogliendo in tal modo l'indicazione operata dal comitato consultivo del Centro Gianni Oberto.

## Sigillo
Il sigillo della Regione, di forma circolare, riporta al centro lo stemma piemontese e va apposto in calce agli atti ufficiali degli organi regionali. Può essere conferito dal Consiglio regionale in segno di onorificenza, anche alla memoria, a cittadini nati in Piemonte o ivi residenti per almeno dieci anni mediante mozione motivata presentata da almeno un terzo e approvata da almeno nove decimi dei consiglieri assegnati.
È stato adottato e disciplinato dagli artt. 4 e 5 della l.r. 15/2004.

## Bandiera

Bandiera del Piemonte

Il drapò è la bandiera ufficiale del Piemonte, le cui origini risalgono al 15 agosto 1424.
È simile allo stemma, distinguendosene per la forma rettangolare e per la presenza della frangia oro e della bordura azzurra. Consiste quindi in una croce bianca in campo rosso bordato di blu. La bordura azzurra trae origine dal fatto che l'azzurro è il colore ufficiale di Casa Savoia dal 1366, quando Amedeo VI, il Conte Verde, partendo per la crociata indetta da papa Urbano V, volle che sulla sua ammiraglia sventolasse una bandiera azzurra seminata di stelle d'oro e con l'immagine della madre di Gesù accanto allo stendardo sabaudo.
Adottata dalla legge regionale n. 24/1995 per rispondere alla richiesta del presidente della Repubblica pro tempore Oscar Luigi Scalfaro, che il 4 novembre volle esporre tutti i vessilli regionali d'Italia al palazzo del Quirinale, con la successiva legge regionale n. 36/1997 ne sono stati normati l'uso e l'esposizione.

## Fascia
La fascia riporta i colori della bandiera regionale con lo stemma della Repubblica su un lembo e il simbolo dell'Unione europea sull'altro. Assegnata al presidente della Giunta e a quello del CRP, che la utilizzano previa intesa, può essere delegata a un assessore o a un consigliere.
È stata adottata e disciplinata dall'art. 9 della l.r. 15/2004.